# Toshiyuki Tanaka
Toshiyuki Tanaka (田中 利幸, Tanaka Toshiyuki, Fukuoka, 2 de fevereiro de 1985) é um ginete japonês.

## Carreira
Ele competiu em eventos nos Jogos Olímpicos de Verão de 2012 e nos Jogos Olímpicos de Verão de 2020.
Tanaka era o reserva itinerante para as Olimpíadas de Verão de 2024. Quando o membro da equipe Ryuzo Kitajima retirou seu cavalo Cekatinka da inspeção de cavalos no dia do salto, Tanaka correu pela equipe japonesa na fase de salto da competição, e todo o grupo conquistou a medalha de bronze.